# دین مارکلی استرینگز
دین مارکلی استرینگز (به انگلیسی: Dean Markle Strings) یک شرکت تولیدی ساز و تجهیزات جانبی موسیقی است که به‌طور خاص به تولید سیم برای گیتار الکتریک، گیتار آکوستیک، گیتار کلاسیک و گیتارهای بیس می‌کند. همچنین این شرکت تیونر، آمپلی‌فایر، پیک‌آپ و بعضی سازهای زهی را تولید می‌کند.

## پیشینه
پیش از آغاز شرکت تولیدی، دین مارکلی یک فروشگاه موسیقی را اداره می‌کرد. در سال ۱۹۷۲ او اولین بار شروع به فروش سیم‌هایی با طراحی خود نمود. اولین گام او به سوی موفقیت تولید پدال افکتی با نام «وویس باکس پدال افکت» بود که توسط پیتر فرمپتون استفاده شد.

## منبع
- مشارکت‌کنندگان ویکی‌پدیا. «Dean Markley Strings». در دانشنامهٔ ویکی‌پدیای انگلیسی، بازبینی‌شده در ۸ مارس ۲۰۱۰.